# Despre spirit
Despre spirit, în varianta păstrată din latină, De Spiritu, este unul din tratatele științifice ale lui Aristotel.